# Sciurus lis
Lo scoiattolo del Giappone (Sciurus lis Temminck, 1844), noto in giapponese come Nihonrisu, è una specie di scoiattolo arboricolo del genere Sciurus endemica del Giappone. Sulle isole di Honshū e Shikoku ricopre la stessa nicchia ecologica occupata nel resto dell'Eurasia dal più grande scoiattolo rosso eurasiatico (Sciurus vulgaris), presente nell'area solo su Hokkaidō e sulla più settentrionale Sachalin.

## Descrizione
Lo scoiattolo del Giappone è lungo circa 48 cm, dei quali circa 17 spettanti alla coda. Gli esemplari adulti pesano circa 300 g. Sul dorso la colorazione della pelliccia varia a seconda delle stagioni: in estate è marrone-rossastra, ma in inverno diviene grigia. Il ventre e l'estremità della coda sono bianchi.

## Distribuzione e habitat
Su Honshu questo animale è ampiamente diffuso nelle regioni nord-orientali, mentre in quelle occidentali, specialmente nella regione del Chūgoku, è molto raro. È presente anche su Shikoku e sull'isola di Awaji, dove però non viene più avvistato da parecchio tempo. Non sappiamo se in passato sia stato presente anche su Kyūshū. Vive prevalentemente nelle foreste di pini, sia di pianura che di montagna.

## Biologia
Lo scoiattolo del Giappone si nutre di noci, ghiande e gemme, foglie, insetti e funghi. È un animale molto abile e, seppur privo di pollice opponibile, utilizza le «mani» in maniera simile alle scimmie, ai procioni e agli esseri umani. In autunno, immagazzina noci e ghiande sotto il terreno come riserva di cibo per i mesi invernali.
Gli scoiattoli del Giappone non sono territoriali e i territori di più esemplari si possono sovrapporre considerevolmente. Tuttavia, non hanno una natura particolarmente gregaria e non vengono mai visti in gruppo, a eccezione di quando più maschi penetrano nel territorio di una femmina e competono tra loro per ottenere il diritto di accoppiarsi. Dopo l'accoppiamento, la femmina partorisce di solito 2-5 piccoli, completamente ciechi alla nascita. Essi trascorrono i primi 2-3 mesi di vita accuditi dalla madre all'interno del nido, solitamente costruito all'interno della cavità di un albero.

## Conservazione
Lo scoiattolo del Giappone è una specie molto numerosa, e non sembra essere minacciata da alcun fattore; per questo la IUCN la inserisce tra le specie a basso rischio. Sembra essere minacciato solamente dall'espansione di alcune specie vegetali invasive che stanno soppiantando le naturali foreste di pini, e dall'introduzione, avvenuta nella zona di Tokyo, di esemplari di S. vulgaris, con i quali potrebbe incrociarsi.